# Haasea cyanopida
Haasea cyanopida är en mångfotingart som först beskrevs av Carl Graf Attems 1903.  Haasea cyanopida ingår i släktet Haasea och familjen Haaseidae. Inga underarter finns listade i Catalogue of Life.